# Bell Textron
Bell Textron Inc. là một hãng sản xuất hàng không vũ trụ của Mỹ có trụ sở chính tại Fort Worth, Texas. Bell Textron là một công ty con của Textron, sản xuất máy bay trực thăng quân sự tại Fort Worth và Amarillo, Texas và sản xuất máy bay trực thăng dân sự tại Mirabel, Quebec, Canada.

## Lịch sử

### Bell Aircraft
Công ty được thành lập vào ngày 10 tháng 7 năm 1935, với tên gọi Bell Aircraft Corporation bởi Lawrence Dale Bell ở Buffalo, New York. Công ty tập trung vào thiết kế và chế tạo máy bay chiến đấu. Những mẫu máy bay đầu tiên của công ty bao gồm XFM-1 Airacuda, P-39 Airacobra, P-59 Airacomet - máy bay chiến đấu phản lực đầu tiên của Mỹ, P-63 Kingcobra và máy bay thử nghiệm Bell X-1.

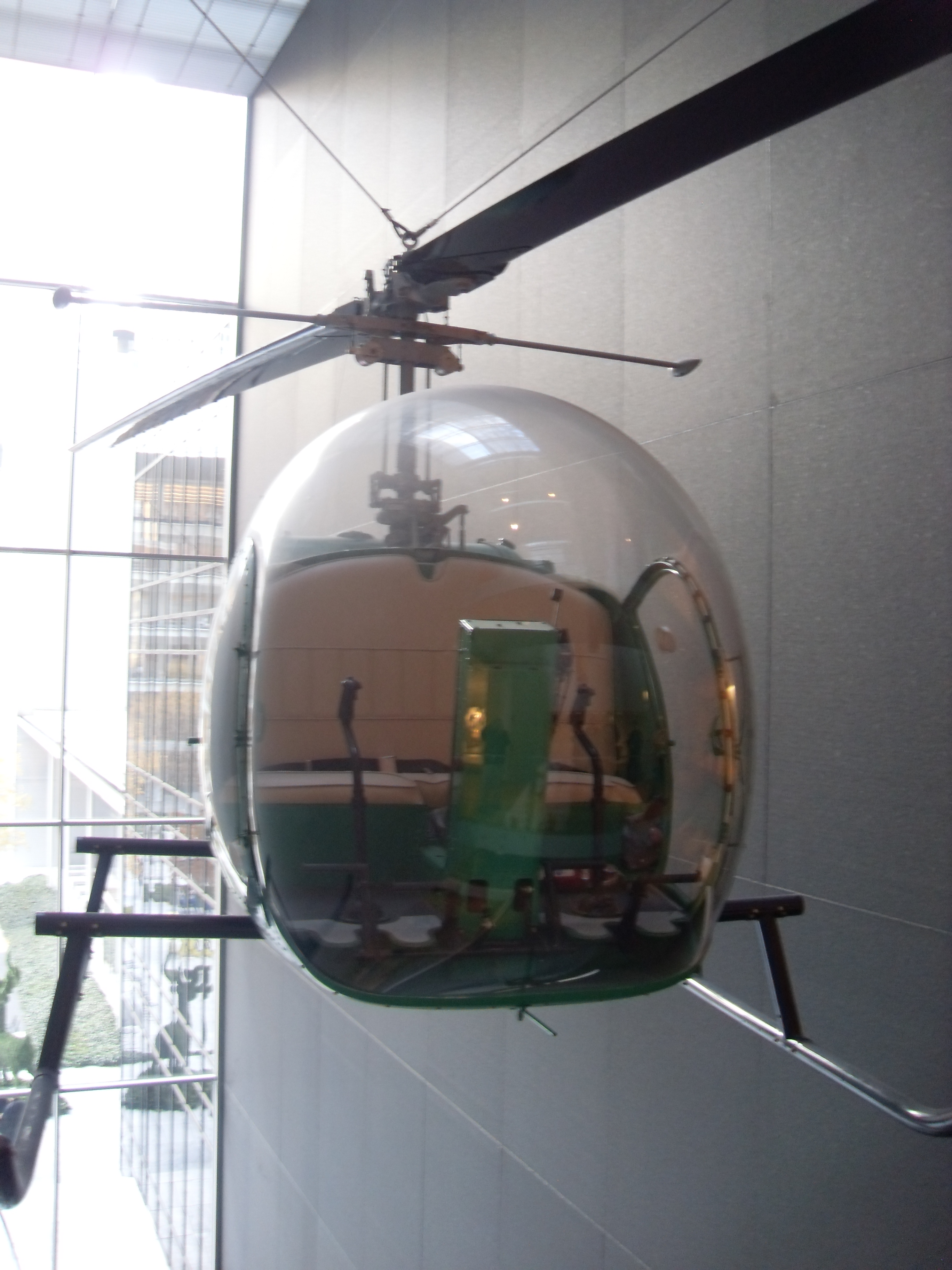
Trực thăng Bell 47 trưng bày tại Bảo tàng Nghệ thuật Hiện đại

Logo Bell trước đây

Năm 1941, Bell thuê Arthur M. Young, một nhà phát minh tài năng, để dành cho việc nghiên cứu và phát triển máy bay trực thăng. Đó là nền tảng mà Bell hy vọng sẽ tạo ra cơ sở kinh tế cho công ty của ông mà không phải phụ thuộc vào các hợp đồng của chính phủ. Bell 30 là máy bay trực thăng cỡ lớn đầu tiên của hãng (chuyến bay đầu tiên vào ngày 29 tháng 12 năm 1942) và Bell 47 đã trở thành máy bay trực thăng đầu tiên trên thế giới được đánh giá bởi một cơ quan hàng không dân dụng, sau này đã thành một thành công lớn trong cả lĩnh vực dân sự và quân sự.

### Bell Helicopter
Textron mua lại Bell Aerospace vào năm 1960. Bell Aerospace bao gồm ba bộ phận của Bell Aircraft Corporation, bao gồm cả bộ phận sản xuất trực thăng, bộ phận này sau này đã trở thành bộ phận duy nhất vẫn còn sản xuất máy bay hoàn chỉnh. Bộ phận sản xuất trực thăng được đổi tên thành Bell Helicopter Company và với sự thành công của UH-1 Huey trong Chiến tranh Việt Nam đã trở thành bộ phận lớn nhất của Textron. Vào tháng 1 năm 1976, Textron đổi tên bộ phận này thành Bell Helicopter Textron .
Bell Helicopter có mối liên kết chặt chẽ với AgustaWestland. Mối quan hệ đối tác bắt đầu từ các thỏa thuận sản xuất và công nghệ riêng biệt với Agusta (Bell 47 và Bell 206) và hợp đồng thông qua Agusta với Westland (Bell 47). Khi hai công ty châu Âu hợp nhất, quan hệ đối tác vẫn được giữ lại, ngoại trừ AB139, hiện được gọi là AW139. Bell và AW cũng hợp tác trong phát triển máy bay cánh lật AW609.
Bell đã lên kế hoạch cắt giảm 760 việc làm vào năm 2014 vì số lượng V-22 được sản xuất ít hơn dự kiến. Một trung tâm tạo nguyên mẫu nhanh có tên là XworX hỗ trợ các bộ phận khác của Bell trong việc giảm thời gian phát triển các thiết kế khác.
Công ty được đổi tên thành "Bell" vào ngày 22 tháng 2 năm 2018.

## Danh sách máy bay

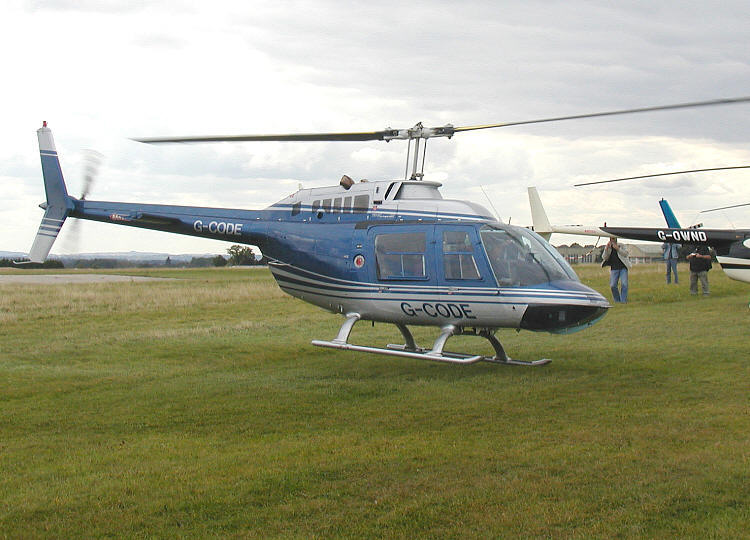
Bell 206B JetRanger III

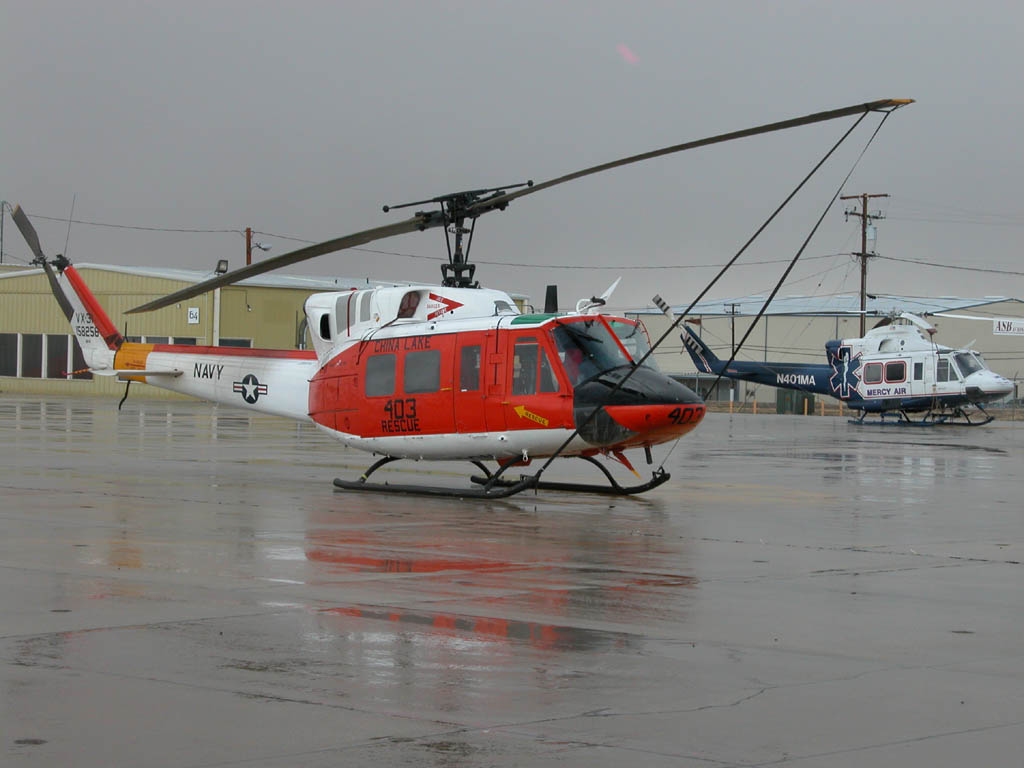
Bell 212 (phiên bản dành cho Hải quân Hoa Kỳ là HH-1N) và 412 (Mercy Air) tại sân bay Mojave

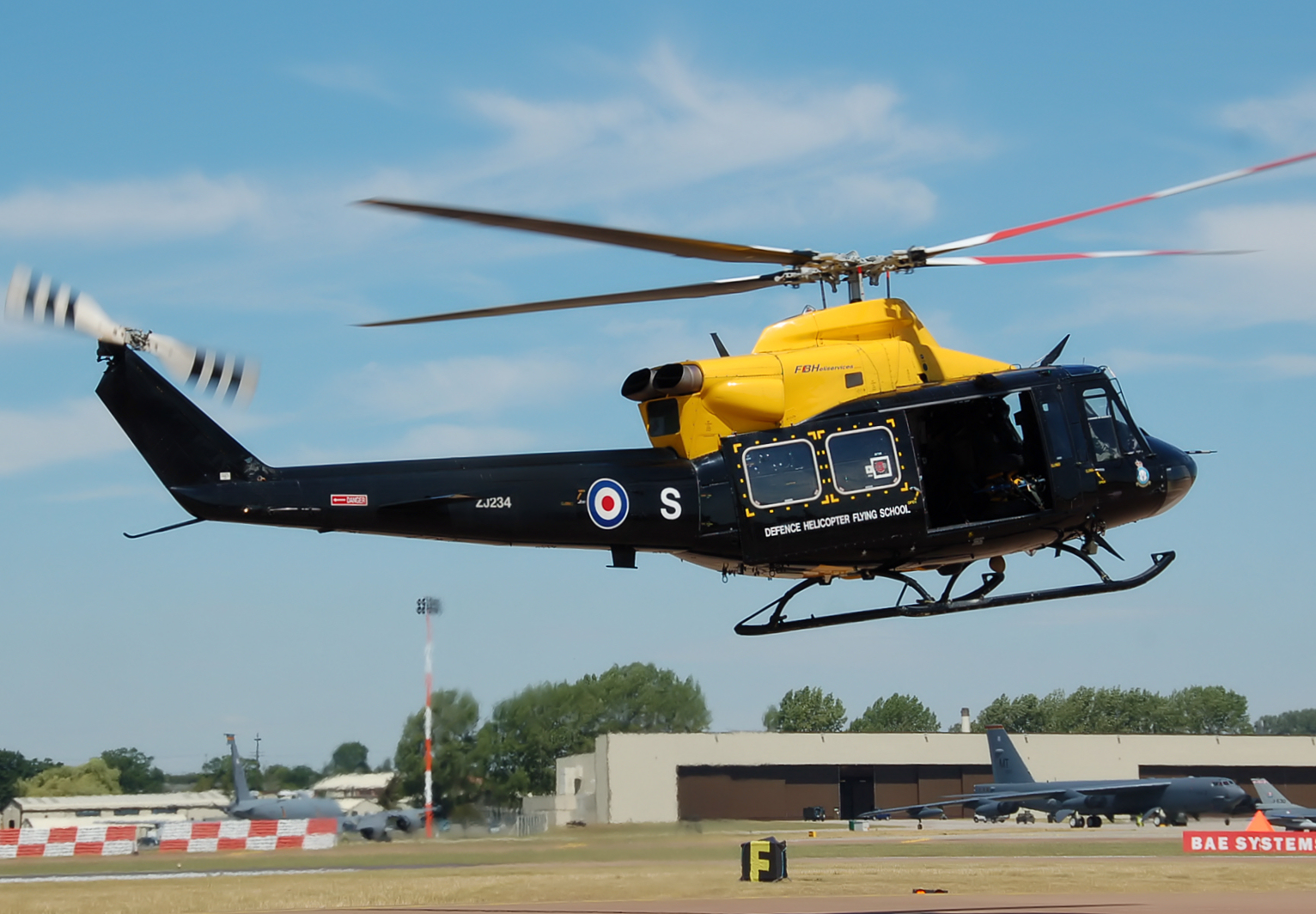
Bell 412EP Griffin HT1 củaTrường dạy bay Trực thăng Quốc phòng Vương quốc Anh

### Trực thăng thương mại
| Mẫu trực thăng        | Giới thiệu          | Dừng sản xuất       | Tải trọng cất cánh tối đa (lb/t) | Tải trọng cất cánh tối đa (lb/t) |                                                             |
| --------------------- | ------------------- | ------------------- | -------------------------------- | -------------------------------- | ----------------------------------------------------------- |
| Bell 47               | 1946                | 1974                | 2,950                            | 1.34                             | Dựa trên nguyên mẫu Bell 30 với động cơ piston              |
| Bell 47J Ranger       | 1956                | 1967                | 2,950                            | 1.34                             | Một phiên bản cao cấp hơn của mẫu Bell 47                   |
| Bell 204/205          | 1959                | 1980s               | 9,500                            | 4.31                             | Biến thể dân sự của Huey với một động cơ turboshaft         |
| Bell 206              | 1967                | 2017                | 3,200                            | 1.45                             | Trực thăng hạng nhẹ một đến hai động cơ                     |
| Bell 210              | Cuối những năm 1970 | Cuối những năm 1970 | 11,200                           | 5.08                             | 205B                                                        |
| Bell 212              | 1968                | 1998                | 11,200                           | 5.08                             | Phiên bản dân sự của UH-1N Twin Huey                        |
| Bell 214              | 1972                | 1981                | 15,000                           | 6.8                              | Phiên bản kích thước lớn của Huey                           |
| Bell 214ST            | 1982                | 1993                | 17,500                           | 7.94                             | Trực thăng medium twin đến từ mẫu 214                       |
| Bell 222/230          | 1979                | 1995                | 8,400                            | 3.81                             | Trực thăng light twin                                       |
| Bell 407              | 1995                | Đang sản xuất       | 6,000                            | 2.72                             | Trực thăng bốn lá cánh một động cơ phát triển từ mẫu 206L-4 |
| Bell 412              | 1981                | Đang sản xuất       | 11,900                           | 5.4                              | Trực thăng bốn lá cánh phát triển từ Bell 212               |
| Bell 427              | 2000                | 2010                | 6,550                            | 2.97                             | Trực thăng light twin phát triển từ mẫu 407                 |
| Bell 429 GlobalRanger | 2009                | Đang sản xuất       | 7,000                            | 3.2                              | Phiên bản kéo dài từ mẫu 427                                |
| Bell 430              | 1995                | 2008                | 9,300                            | 4.22                             | Phiên bản kéo dài từ mẫu 427 từ các mẫu 222/230             |
| Bell 525 Relentless   | 2018                | Đang sản xuất       | 20,500                           | 9.3                              | Đang trong quá trình phát triển                             |
| Bell 505 Jet Ranger X | 2017                | Đang sản xuất       | 3,680                            | 1.67                             | Phiên bản cải tiến từ Bell 206                              |
| Bell Nexus            | 2020                | Đang sản xuất       | TBD                              | TBD                              | Mẫu trực thăng hybrid với 6 động cơ ducted có thể xoay      |

Được thành lập vào năm 1986, cơ sở tại Mirabel, Quebec lắp ráp và cung cấp hầu hết các máy bay trực thăng thương mại của Bell và đã giao chiếc máy bay trực thăng thứ 5.000 vào ngày 12 tháng 12 năm 2017.

### Trực thăng quân sự
- Bell H-12
- Bell H-13 Sioux
  - Bell XH-13F
- Bell XH-15
- Bell HSL
- Bell UH-1 Iroquois (or Huey)
- Bell UH-1N Twin Huey
- Bell YHO-4
- Bell 207 Sioux Scout
- Bell 533 – biến thể trực thăng Huey thử nghiệm
- Bell AH-1 Cobra
- Bell AH-1 SeaCobra/SuperCobra
- Bell 309 KingCobra
- YAH-63/Model 409
- Bell OH-58 Kiowa
- Chương trình cải tiến H-1
  - Bell UH-1Y Venom
  - Bell AH-1Z Viper
- Bell CH-146 Griffon
- Bell ARH-70 Arapaho
- Bell 360 Invictus

### Máy bay cánh lật
- Bell XV-3
- Bell XV-15
- Bell Pointer

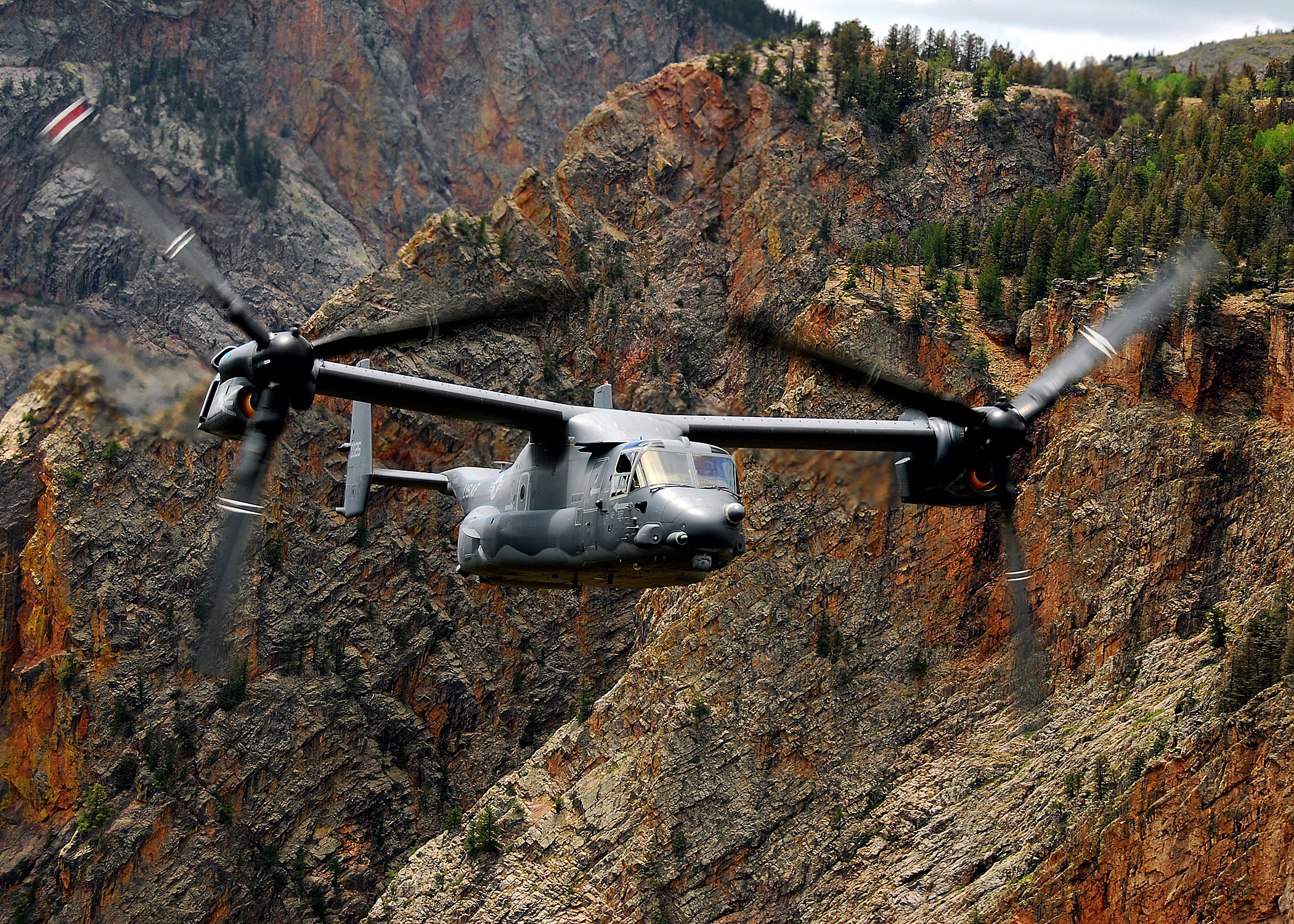
Máy bay V-22 Osprey

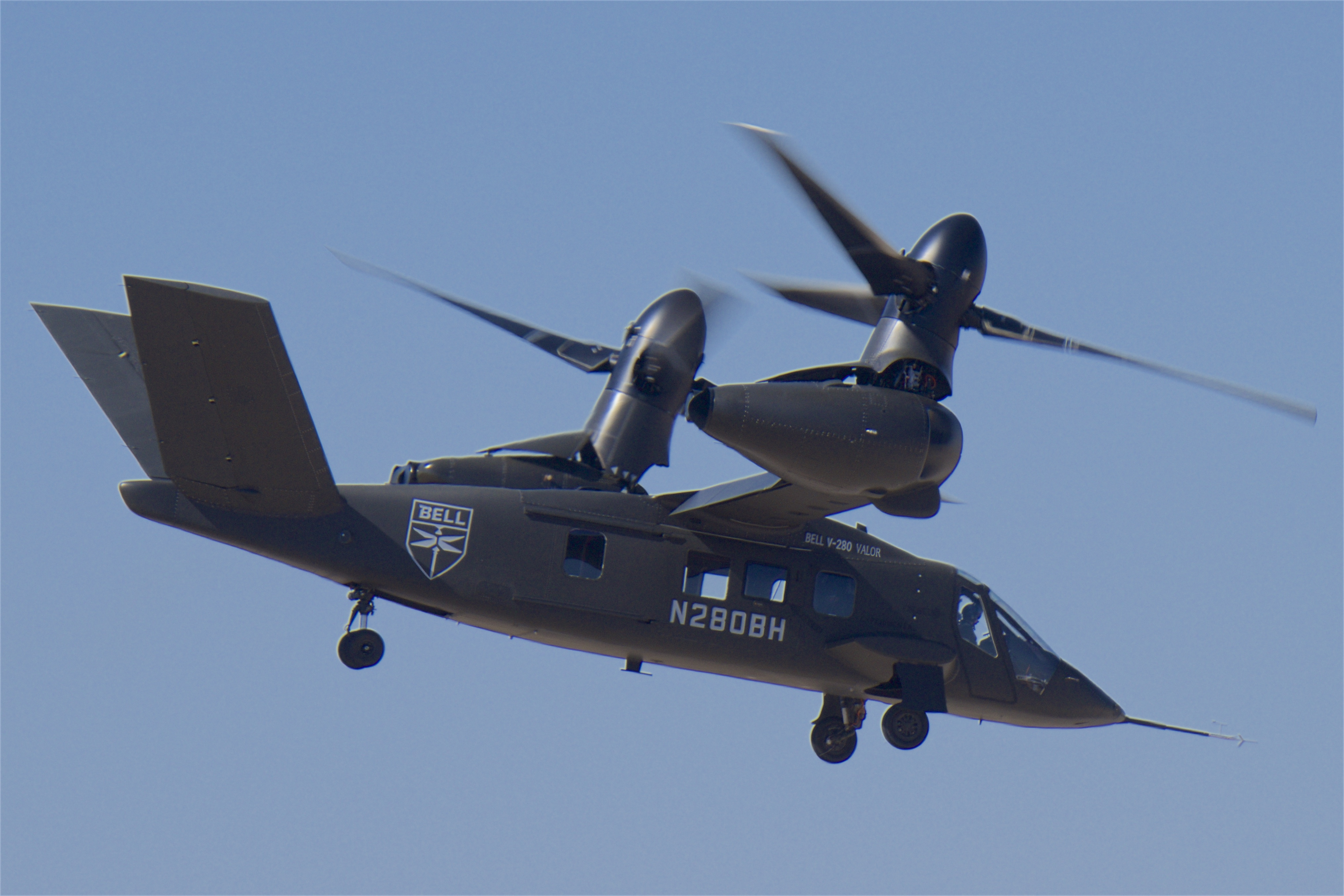
Máy bay V-280

- Bell V-247 Vigilant - hiện đang được phát triển
- Bell V-280 Valor - hiện đang được phát triển, bay lần đầu tiên vào năm 2017
- V-22 Osprey - với Boeing BDS
- TR918 Eagle Eye UAV
- Quad TiltRotor - với Boeing BDS
- Bell BAT (Dự án máy bay cánh lật năm 1984 cho chương trình LHX - không được chế tạo)
- Bell CTR-1900 (Dừng lại ở mức dự án - không được chế tạo)
- Bell CTR-22 (Dừng lại ở mức dự án - không được chế tạo)
- Bell CTR-750 (Dừng lại ở mức dự án - không được chế tạo)
- Bell CTR-800 (Dừng lại ở mức dự án - không được chế tạo)
- Bell D-326 (Dự án cánh lật thương mại Clipper 1980 - không được chế tạo)

### Các dự án được sản xuất bởi các công ty khác
- Máy bay trực thăng AgustaWestland AW139 (trước đây tham gia 50 - 50 với tên gọi Agusta-Bell AB139, hiện nay 100% củaAgustaWestland)
- Động cơ nghiêng AgustaWestland AW609 (trước đây tham gia 50 - 50 với tên gọi Bell-Agusta BA609, hiện nay 100% của AgustaWestland)
- Lockheed Martin VH-71 Kestrel

#### Các thiết kế chưa được sản xuất
- Bell 280 (biến thể thân rộng hai động cơ của trực thăng Cobra)
- Bell D-218
- Bell D-230 (Dự án Flying Jeep - không được chế tạo)
- Bell D-245
- Bell D-246
- Bell 400 TwinRanger (1984)
- Bell D-292 (1985), nguyên mẫu Thí nghiệm Trực thăng Hạng nhẹ (LHX)
- Bell 417 (2006)
- Bell FCX-001

## Các cơ sở
Các cơ sở sản xuất và hỗ trợ của Bell:
Quân sự
- Fort Worth, Texas - đặt tại Sân bay Fort Worth Alliance; nhà máy lắp ráp đầu tiên và cũng là nhà máy chính
- Amarillo, Texas: nằm gần Sân bay Quốc tế Rick Husband Amarillo; nhà máy lắp ráp cho các dòng H1, V-22 [11] và 525

Thương mại
- Mirabel, Quebec, Canada: được mở vào năm 1983 [12] và nằm cạnh Sân bay Quốc tế Montreal-Mirabel; nó sản xuất các thành phần cho Bell 429, 505 và 525 và trước đây là nhà máy lắp ráp cho 505